# 布兰顿·罗伊
布兰顿·德韋恩·罗伊（英語：Brandon Dawayne Roy，1984年7月23日—），美國NBA聯盟的前職業籃球運動員，場上位置為得分後衛，曾被誉为是科比·布莱恩特的接班人。目前於西雅图的內森海爾高中擔任籃球隊教练。
羅伊出生在美國华盛顿州的西雅图，因他對波特蘭拓荒者的深遠影響而聞名。他在2006年NBA选秀中于首轮第6顺位被明尼苏达森林狼选中，随后被交易至波特兰开拓者，一入行即老辣沉稳，技术全面。當時拓荒者的隊長扎克·兰多夫在羅伊的新秀賽季結束後被交易到了紐約尼克，為羅伊在球隊中擔當領導角色掃清了道路。六年职业生涯中效力過波特兰开拓者以及明尼苏达森林狼，新秀赛季奪下NBA年度最佳新秀，2008－10年连续三年入选NBA全明星賽，2009年入选NBA年度第二隊。2011年12月11日，羅伊因为膝盖伤势不得不退役。2012年8月再度宣布复出，但仅为明尼蘇達灰狼打了五场例行赛后又因伤病在次年6月23日正式宣布退役。

## 早年經歷
布兰顿·罗伊早年就读於西雅图加菲尔德高中，羅伊原本打算2002年高中毕业后准备投入NBA选秀大会，但是由於學習成績不理想而退出了选秀。最後羅伊進入华盛顿大学就讀。
羅伊在進入大學之前面臨許多挑戰。他的父母和他的哥哥從來沒有上過大學，而且由於羅伊有學習障礙導致他的SAT成績低落，他的閱讀理解能力緩慢，這增加了考試所需要的時間。在達到NCAA要求之前，羅伊曾參加過四次測驗。
2002年，羅伊開始為華盛頓大學打球。罗伊在總教練勞倫佐·洛馬爾（Lorenzo Romar）的陪同下，在華盛頓大學那裡待了四年。主修美國種族研究。
2005-06赛季，也是罗伊在大学的第四年，他已经成为华盛顿大学的王牌球星，大四那年，他的得分从2004-05賽季的场均12.8分提升至至20.2分，助攻也達到场均4.1次，带领球队在NCAA锦标赛中打出26胜7负的戰绩，并且连续两年进入前16强。罗伊也在赛季结束后成为了太平洋十大联盟的最佳球员并入选全美明星阵容，同時也是約翰・伍登獎、奈史密斯學院年度最佳球員獎、奧斯卡·羅伯森獎和阿道夫·拉普奖等獎項的入圍者。

### 大學統計數據
| 賽季    | 大學       | 上場次數 | 先發次數 | 上場時間 | 投篮命中率 | 三分球命中率 | 罚球命中率 | 篮板 | 助攻 | 抄截 | 阻攻 | 得分 |
| ------- | ---------- | -------- | -------- | -------- | ---------- | ------------ | ---------- | ---- | ---- | ---- | ---- | ---- |
| 2002-03 | 華盛頓大學 | 13       | 2        | 17.2     | 50.0       | 10.0         | 48.6       | 2.9  | 1.0  | 0.3  | 0.2  | 6.1  |
| 2003-04 | 華盛頓大學 | 31       | 31       | 30.3     | 48.0       | 22.2         | 78.5       | 5.3  | 3.3  | 1.2  | 0.4  | 12.9 |
| 2004-05 | 華盛頓大學 | 26       | 5        | 24.2     | 56.5       | 35.0         | 74.1       | 5    | 2.2  | 0.6  | 0.3  | 12.8 |
| 2005-06 | 華盛頓大學 | 33       | 33       | 31.7     | 50.8       | 40.2         | 81.0       | 5.6  | 4.1  | 1.4  | 0.8  | 20.2 |
| 生涯    |            | 103      | 71       | 27.6     | 51.3       | 29.7         | 74.4       | 5    | 3.0  | 1.0  | 0.5  | 14.4 |

## NBA生涯

### 波特蘭拓荒者(2006–2011)

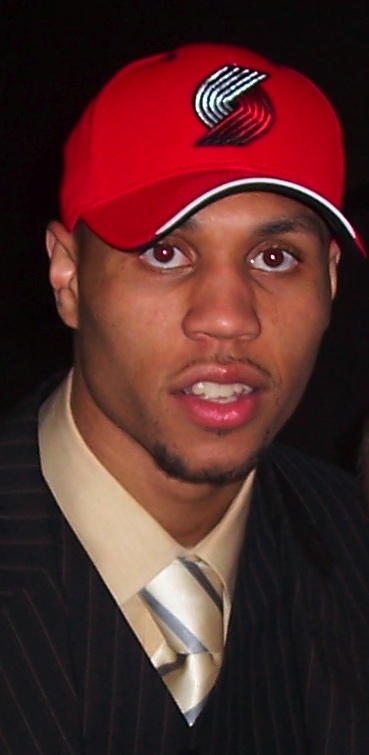
羅伊在2006年NBA選秀中

羅伊的职业生涯开始于2006年7月的东芝拉斯维加斯夏季联赛.，在联赛中他得到了场均19分，命中率达到了65%，并且入选了维拉斯夏季联赛第二阵容。
罗伊被NBA助理教练选入在拉斯维加斯2007年NBA全明星周末新秀-二年级生的比赛。赛季结束后，罗伊当选为2006-07赛季NBA最佳新秀，賽季平均16.8分，4.4籃板，4.0助攻，在128张选票中有127票的第一选项选择了罗伊。在2008年12月18日在主場迎戰鳳凰城太陽隊的比賽中，攻下生涯新高的52分，外帶5籃板6助攻的全能表現率領球隊擊退太陽隊，再度證明自己的身手已成為聯盟頂級後衛。
於2011年12月10號，雙膝因傷而失去半月板，無法再正常進行球賽，因而宣佈退休，當時羅伊只有27歲，令大量球迷感到惋惜。

### 明尼蘇達灰狼(2012–2013)
2012年8月1日，布兰登·罗伊正式签约明尼苏达森林狼队，合同为期两年，价值超过1040万美元，其中只有第1年的500万美元是有保障的。罗伊拒绝了德里克·威廉姆斯让出7号的好意，改穿华盛顿大学时候的3号。
2012-13赛季，罗伊代表森林狼出战五场常规赛，场均拿下5.8分2.8篮板4.6助攻之后，伤势再度复发，被迫接受右膝关节镜手术。2012年11月19号，罗伊完成了右膝关节镜手术，这是罗伊自高中以来的第七次膝盖手术，此后罗伊再也没有出現在球场过。
2013年5月11日，明尼蘇達灰狼队官方正式宣布裁掉布兰登·罗伊。
2013年6月23日，在接受波特兰媒体采访时，罗伊表示自己的篮球生涯已经彻底结束，並再次宣布退役。

## 羅伊教練
在結束了他的職業生涯後，羅伊在2016年加入了內森海爾高中擔任男子籃球隊的總教練。2017年3月，罗伊带领內森海爾高中拿到了29胜0敗的全勝戰績，赢得了华盛顿3A级别州冠军。罗伊獲得了2017年奈史密斯全美最佳高中教練獎。

## 个人生活
- 羅伊的女友蒂安娜·巴德維爾（Tiana Bardwell）於2007年3月27日在西雅图给罗伊带来了他们的第一个孩子小布兰顿（Brandon Jr.）。[10]

- 2009年1月，罗伊和巴德維爾有了他們的第二個孩子Mariah Leilani。
- 羅伊和巴德維爾於2010年9月4日在西林結婚。
- 2017年4月29日，罗伊在加利福尼亞州康普頓的祖母家參加派對時遭到無辜的槍擊，所幸並沒有危及生命安全，[11]罗伊在南加州的醫院接受治療後，已經轉回華盛頓養傷。

## 成就/榮譽

### NBA獎項
- 3次入選NBA全明星賽（2008－2010）
- 2次入選NBA最佳陣容:

- NBA年度第二隊（2009）
- NBA年度第三隊（2010）

- NBA年度最佳新秀（2007）
- NBA最佳新秀陣容第一隊（2007）

## NBA生涯數據

### NBA常规賽數據統計
| 賽季    | 球隊         | 出賽 | 先發 | 平均上場時間(分鐘) | 投籃命中率(%) | 三分球命中率(%) | 罰球命中率(%) | 平均籃板 | 平均助攻 | 平均抄截 | 平均阻攻 | 平均得分 |
| ------- | ------------ | ---- | ---- | ------------------ | ------------- | --------------- | ------------- | -------- | -------- | -------- | -------- | -------- |
| 2006–07 | 波特蘭拓荒者 | 57   | 55   | 35.4               | 45.6          | 37.7            | 83.8          | 4.4      | 4.0      | 1.2      | 0.2      | 16.8     |
| 2007–08 | 波特蘭拓荒者 | 74   | 74   | 37.7               | 45.4          | 34.0            | 75.3          | 4.7      | 5.8      | 1.1      | 0.2      | 19.1     |
| 2008–09 | 波特蘭拓荒者 | 78   | 78   | 37.2               | 48.0          | 37.7            | 82.4          | 4.7      | 5.1      | 1.1      | 0.3      | 22.6     |
| 2009–10 | 波特蘭拓荒者 | 65   | 65   | 37.2               | 47.3          | 33.0            | 78.0          | 4.4      | 4.7      | 0.9      | 0.2      | 21.5     |
| 2010–11 | 波特蘭拓荒者 | 47   | 23   | 27.9               | 40.0          | 33.3            | 84.8          | 2.6      | 2.7      | 0.8      | 0.3      | 12.2     |
| 2012–13 | 明尼蘇達灰狼 | 5    | 5    | 24.4               | 31.4          | 0.0             | 70.0          | 2.8      | 4.6      | 0.6      | 0.0      | 5.8      |
| 生涯    |              | 326  | 300  | 35.5               | 45.9          | 34.8            | 80.0          | 4.3      | 4.7      | 1.0      | 0.2      | 18.8     |
| 明星賽  |              | 3    | 0    | 30.0               | 83.3          | 66.7            | 0.0           | 7.0      | 5.0      | 0.5      | 0.5      | 16.0     |

### NBA季後賽數據統計
| 賽季 | 球隊         | 出賽 | 先發 | 平均上場時間(分鐘) | 投籃命中率(%) | 三分球命中率(%) | 罰球命中率(%) | 平均籃板 | 平均助攻 | 平均抄截 | 平均阻攻 | 平均得分 |
| ---- | ------------ | ---- | ---- | ------------------ | ------------- | --------------- | ------------- | -------- | -------- | -------- | -------- | -------- |
| 2009 | 波特蘭拓荒者 | 6    | 6    | 39.7               | 45.9          | 47.1            | 87.0          | 4.8      | 2.8      | 1.3      | 1.2      | 26.7     |
| 2010 | 波特蘭拓荒者 | 3    | 1    | 27.7               | 30.3          | 16.7            | 77.8          | 2.3      | 1.7      | 0.0      | 0.0      | 9.7      |
| 2011 | 波特蘭拓荒者 | 6    | 0    | 23.0               | 50.0          | 28.6            | 61.5          | 2.1      | 2.8      | 0.2      | 0.0      | 9.3      |
| 生涯 |              | 15   | 7    | 30.6               | 44.2          | 32.6            | 80.9          | 3.3      | 2.6      | 0.5      | 0.6      | 16.3     |

### NBA職業生涯新高
| 項目 | 分數 | 對手         | 日期           |
| ---- | ---- | ------------ | -------------- |
| 得分 | 52   | 鳳凰城太陽   | 2008年12月18日 |
| 籃板 | 14   | 西雅圖超音速 | 2008年2月21日  |
| 助攻 | 12   | 洛杉磯湖人   | 2009年4月4日   |
| 抄截 | 10   | 華盛頓巫師   | 2009年12月24日 |
| 阻攻 | 3    | 印第安那溜馬 | 2010年3月3日   |

## 波特兰开拓者铁三角
1.格雷格·歐登－中锋

2.拉玛库斯·阿尔德里奇－大前锋

3.布兰顿·罗伊－得分后卫